# Johann Höpner

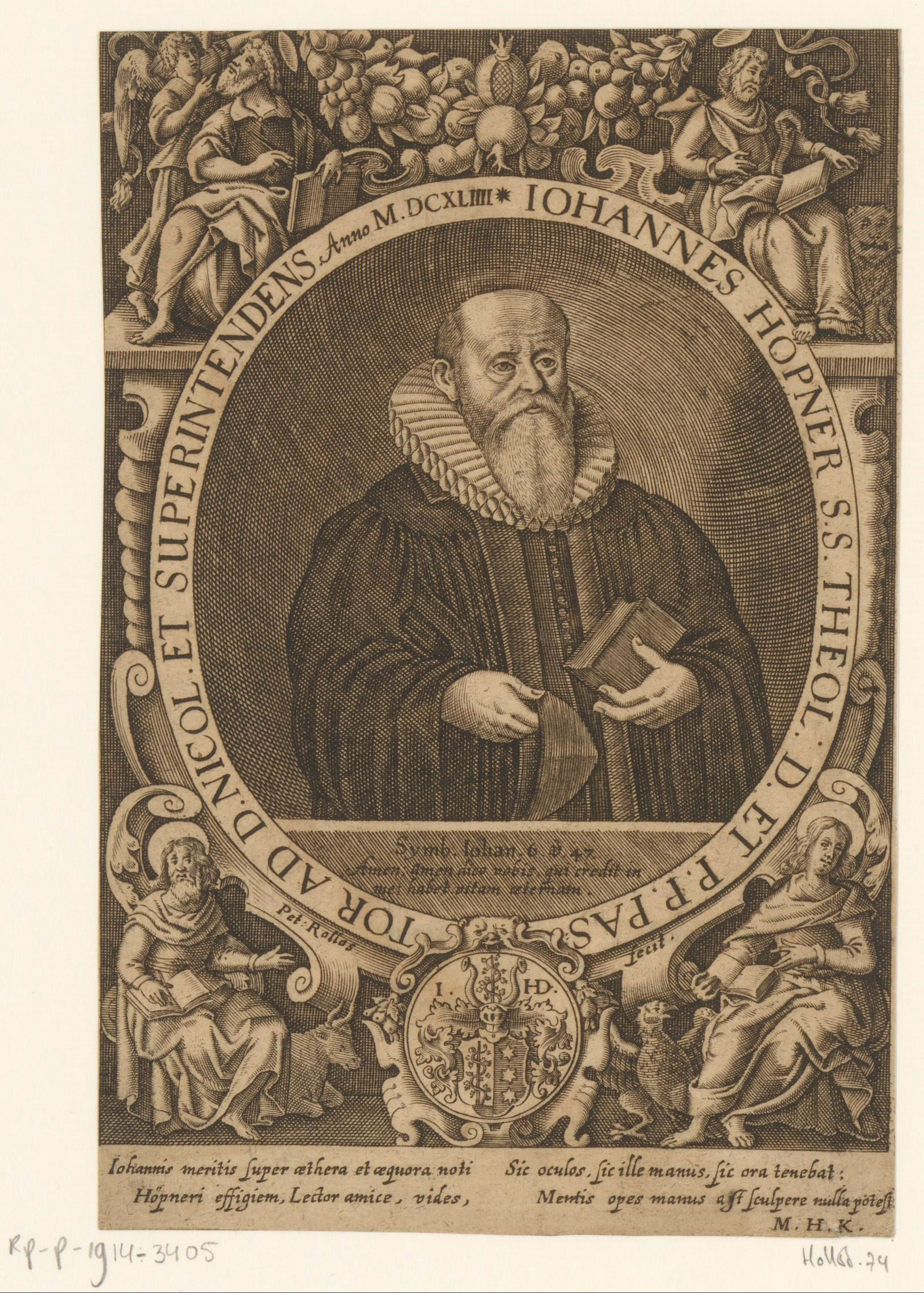
Johannes Höpner, 1644, Radierung von Peter Rollos

Johann Höpner (* 22. Februar 1582 in Roßwein; † 4. Juli 1645 in Leipzig) war ein deutscher lutherischer Theologe.

## Leben
Johann Höpner stammte aus einem in Sachsen, Thüringen und Österreich angesehenen Bürgergeschlecht. Er wurde 1582 in Roßwein als Sohn des damaligen Rektors der Schule in Roßwein und späteren Diakon in Döbeln Paul Höpner († 1593) und dessen Frau Anna, Tochter des Bürgers in Oschatz Johann Wirckner, geboren. Vom Vater vorbereitet besuchte er die Schule in Döbeln widmete sich in jener Zeit besonders der Musik. Nach dem Tod des Vaters erhielt er aufgrund der Fürsprache des Döbelner Rates eine Vorbildung 1596 auf der kurfürstlichen Landesschule in Pforta. Hier zählte Hieronymus Kromayer der Ältere (1572–1613) zu seinen Förderern. Bereits im Wintersemester 1599 wurde er an der Universität Leipzig immatrikuliert. Er nahm dort 1602 ein Studium der philosophischen Wissenschaften auf, avancierte 1603 zum Baccalaureus und wurde angeleitet von Petrus Meuderlinus (auch: Rupert Meldenius; 1582–1651) am 24. Januar 1605 Magister der Philosophie.
Nach dem Abschluss seiner philosophischen Studien nahm er ein Studium der theologischen Wissenschaften auf. Mit einem kurfürstlichen Stipendium ausgestattet, besuchte er fast sechs Jahre lang die Vorlesungen von Burkhard Harbart (1546–1614) und Zacharias Schilter (1541–1606). Daneben übernahm er die Hauslehrerstelle der Söhne des Theodor Möstel (1564–1626). Gefördert durch Möstel, erhielt er 1610 ein Subdiakonat an der Leipziger Nikolaikirche. Er setzte seine theologischen Studien fort und wurde am 17. Juli 1613 als Baccalaureus an die theologische Fakultät aufgenommen. 1614 wurde er Diakon an der Nikolaikirche. Er avancierte am 18. September 1617 zum theologischen Lizentiat, hielt Privatvorlesungen an der theologischen Fakultät und wurde 1618 außerordentlicher Professor der Theologie.
1619 wechselte er als Diakon an die St.-Thomas-Kirche, stieg 1621 zum Archidiakon auf, wurde 1624 ordentlicher vierter Professor, 1628 dritter Professor und war damit verbunden Oberpfarrer an der Nikolaikirche sowie Kanoniker des Stiftes Merseburg. Daraufhin promovierte er am 8. August 1628 zum Doktor der Theologie und wurde 1633 Superintendent von Leipzig. Zudem war er Kollegiat am kleinen Fürstenkollegium, Assessor am Leipziger Konsistorium, Decemvir der Hochschule und Kanoniker des Stifts in Meißen. 1642 wurde er Senior der theologischen Fakultät und der meißnerischen Nation. Höpner hatte sich auch an den organisatorischen Aufgaben der Leipziger Hochschule beteiligt. So war er in den Jahren 1631, 1634, 1637, 1640, 1642 Dekan der theologischen Fakultät und im Wintersemester 1631 Rektor der Alma Mater.
Er litt an Skorbut und einer Schwellung der Schenkel und starb an einem Herzinfarkt. Er wurde am 10. Juli in der Leipziger Nikolaikirche begraben.

## Familie
Höpner war drei Mal verheiratet. Seine erste Ehe ging er am 30. Oktober 1610 mit Maria (* 29. Juli 1593 in Döbeln; † 6. September 1624 in Leipzig; begr. 9. September), der Tochter des Döbelner Bürgermeisters Georg Grützner († 1607) und dessen Frau Anna Schreber († 1608), ein. Aus dieser Ehe stammen zwei Söhne und vier Töchter
- Johannes Höpner war Kanonikus in Zeitz (starb mit 24. Jahren)
- Paul Höpner wurde Superintendent in Leisnig (* 1613 Leipzig; † 31. Oktober 1672 Leisnig)
- Jeremias Höpner Pastor in Hohen-Tiegel (* 1619; † 1657)
- Georg Höpner studierte Jura
- Anna Maria Höpner heir. am 5. November 1638 in Leipzig Mag. Christian Deuerlin(g) Pastor in Taucha[3]
- Dorothea Höpner († 16. März 1655) verh. 4. Mai 1635 mit Andreas Kunad

Seine zweite Ehe schloss er mit Maria († 1636), der Tochter des Leipziger Handelsmannes Sebastian Schweickhard. Aus dieser Ehe gingen sechs Kinder und vier Töchter hervor. Zwei Töchter (Zwillinge) und ein Sohn wurden Tod geboren. Nur zwei Söhne und eine Tochter überlebten ihren Vater.
- Johann Heinrich Höpner (* 29. März 1629 Leipzig; † 25. Januar 1691 Oschatz) war Advokat in Freiberg und Kammer-Commissar und Amtsvoigt in Oschatz[4]
- Christian Höpner
- Catharina Höpner
- Johann Gottfried Höpner († zwei Jahre alt)
- Johann Andreas Höpner († ein Jahr alt)
- Maria Elisabeth Höpner († sechs Jahre alt)
- Sabina Höpner († im ersten Jahr)

Da seine umfangreiche Kinderschar einer Mutter bedurfte, heiratete er 1639 in dritter Ehe Maria (* 4. Juli 1602 in Leipzig; † 22. November 1660 ebenda; begr. 27. November in der Leipziger Paulinerkirche), die Witwe des Archiediakons von Grimma Christoph Lomnitius. Aus dieser Ehe stammen vier Kinder:
- Maria Christina Höpner († September 1643)
- Johann Gottfried Höpner
- Maria Höpner verh. 8. Juni 1669 mit dem Diakon in Düben Johann Caspar Loth
- Anna Magdalena Höpner (* September 1645; † jung)

## Werke (Auswahl)
Höpner hat zahlreiche Leichenpredigten gehalten, die zum Teil auch im Druck erschienen. Daneben hat er sich in seinen schriftlichen Ausführungen, wie zur damaligen Zeit typisch für einen sächsischen Theologen, als Exeget der lutherischen Orthodoxie betätigt.
- Disputatio Theologica de distinctione Voluntatis Dei in Antecedentem & Consequentem: Cuius usus perquam necessarius & utilis est in articulo Praedestinationis: quam impio conatu convellere & evertere studet Petrus Molinaeus, in suo iudicio, Synodo Dordracenae exhibito, in Actis istius Synodi pag. 408. & seqq. Leipzig, 1637
- In Nomine Jesu Salvatoris omnium Hominum, maxime fidelium. 1. Tim. 4. v. 10. Quaestio Theologica De Universali Christi Merito Enucleata & Petri Molinaei, Parisiensis Pastoris Consilio in Actis Synodi Dordracenae, pag. 402. & seqq. opposita.Leipzig 1636
- Disputatio Theologica De Antichristo Generalis.Opposita Becani Proemio in Opusculo tertio de Antichristo Reformato … Leipzig 1635
- Einfältiger Christen Advents Andacht: Bey betrachtung Des schönen Geistreichen Kirchen-Gesangs/ Nun komm der Heyden Heyland/ [et]c. Wie derselbe in H. Schrifft gegründet/ recht zu singen und zuverstehen sey. Leipzig 1634
- Disputatio Septima & Ultima De AntiChristo: Contra Becani Antichristum Reformatum, In qua ventilantur tres Quaestiones: 1. An Papa imprimat suis characterem? cap. II. 2. An Papa sit blasphemus? 3. An Papa persequatur sanctos? cap. 12. Leipzig 1634
- Disputatio Sexta De AntiChristo: Nominatim De miraculis AntiChristi Becano opposita Contra Caput 9. opusculi de AntiChristo reformato. Leipzig 1633
- Disputatio Quarta De AntiChristo: Becano opposita, In qua examinantur tres notae 3. Quod Papa se ostendat tanquam Deum. 4. Quod extollat se supra omnem Deum. 5. Quod neget Christum. Leipzig 1631
- Disputatio Tertia De AntiChristo: Continens Apologiam Demonstrationis nostratium, quod Papa sit AntiChristus, Becano opposita, Ex duabus prioribus notis, videlicet 1. Quod Papa defecerit a fide. 2. Quod Papa sedeat in Templo Dei. Leipzig 1630
- Disputatio Secunda De AntiChristo: Continens anaskeuēn anaskeuēs, sive confutationem confutationis Becani, in manuali lib. I. cap. 6. Qua probare nititur, Papam Romanum non esse AntiChristum … Leipzig 1630
- Speculum Coecitatis Papisticae, circa doctrinam De Adventu Antichristi, Politum a Becano in manuali controversiarum lib. I. c. 6. Leipzig 1629
- Disputatio Theologica, De Effectu Sacramentorum: Inprimis Bellarmini libro secundo in prioribus octo capitibus de effectu Sacramentorum opposita. In qua orthodoxia Ecclesiarum, Augustanam Confessionem invariatam amplectentium, defenditur: Lutheri item & Chemnitii testimonia sincerae fidei, Adversus vanißimas accusationes … Bellarmini, asseruntur. Leipzig 1628
- Theses Theologicae De Induratione. Leipzig 1626
- Zwo Christliche Bußpredigten/ aus dem ersten Capitel des Propheten Esaiae: Die Erste: Wider den heuchlerischen Gottesdienst. Die Andere: Von der art und weise der wahren Busse/ und von den Ursachen/ warumb man Busse thun sol. Leipzig 626
- Spiegel Der ubermachten KleiderHoffart/ So die Töchter Zion wenig Jahr für ihrem erbärmlichen Untergang getrieben: Aus dem 3. Cap. Esaiae In vier Predigten Menniglich/ zuvoraus denen in der Kleiderhoffart ersoffenen Frawen und Jungfrawen zur Warnung für die Augen gestellt. Leipzig 1625
- Exēgēsis Dicti Prophetici Malach. I. Dilexi Iacob: Esau autem odio habui. Leipzig 1624
- Außlegung/ Uber den Propheten Malachiam: In zwey und viertzig Predigten Also erkläret/ daß nicht allein der Text von Wort zu Wort aus gutem Grund der heiligen Schrifft expliciret, sondern auch/ die darinnen gegründete fürnembste Lehren- und Glaubens-Artickel fleissig tractiret und abgehandelt werden. Leipzig 1624
- Disputatio Theologica De Sanguine Christi hilastikō. Leipzig 1621
- Fides perseverans, Das ist/ Eine Christliche Predigt Von der Gabe der Bestendigkeit. Leipzig 1620
- Christliche und Trewhertzige Warnung/ Für der Deutschen Postill D. Abrahami Sculteti: Darinnen die Calvinische Lehre mit fleiß/ theils mit klaren/ theils mit verschraufften worten verstecket ist. Leipzig 1620
- Disputatio Theologica De Perfectione Legis Moralis: Contra loidorias Neo-Photinianorum, quibus legem Mosaicam incessunt … De qua[m] iussu Reverendi & Amplissimi Collegii Theologici in … Academia Lipsiensi ad diem 15. Decemb … Leipzig 1615